# La Sinistra al Parlamento europeo
La Sinistra al Parlamento europeo - GUE/NGL, noto semplicemente come La Sinistra e fino al 1º gennaio 2021 chiamato Sinistra Unitaria Europea/Sinistra Verde Nordica (in inglese Confederal Group of the European United Left/Nordic Green Left, in francese Groupe confédéral de la Gauche Unitaire Européenne/Gauche Verte Nordique, di cui ha ereditato la sigla GUE/NGL), è un gruppo politico del Parlamento europeo di sinistra ed estrema sinistra che riunisce partiti socialisti democratici, ecosocialisti e comunisti.
Vi aderiscono membri dell'European Left Alliance, del Partito della Sinistra Europea, dell'Alleanza della Sinistra Verde Nordica, di Ora il Popolo e di Animal Politics EU.
Il gruppo fa riferimento a quei partiti di sinistra moderatamente euroscettici che si oppongo all'attuale struttura dell'Unione europea, considerata burocrate e lontana dai cittadini, e propongono una "nuova Europa".
Dal 18 luglio 2019 sono co-presidenti del gruppo Manon Aubry e Martin Schirdewan.

## Storia
Il 16 ottobre 1973 fu fondato in seno al Parlamento europeo il Gruppo Comunista e Apparentati (COM), che esistette fino alle elezioni europee del 1989, in seguito alle quali il gruppo si spaccò nella Coalizione delle Sinistre, più vicino a Mosca, sciolta nel 1994, e nella Sinistra Unitaria Europea, di orientamento eurocomunista, sciolta nel 1993.

Nel 1994 Sinistra Unitaria Europea viene ricostituita con anche la partecipazione degli ex membri della Coalizione delle Sinistre. Il 6 gennaio 1995 Sinistra Unitaria Europea cambia nome in Gruppo Confederale della Sinistra Unitaria Europea (GUE). Con l'adesione di Svezia e Finlandia nel 1995 il gruppo modifica il suo nome in Gruppo Confederale della Sinistra Unitaria Europea/Sinistra Verde Nordica.

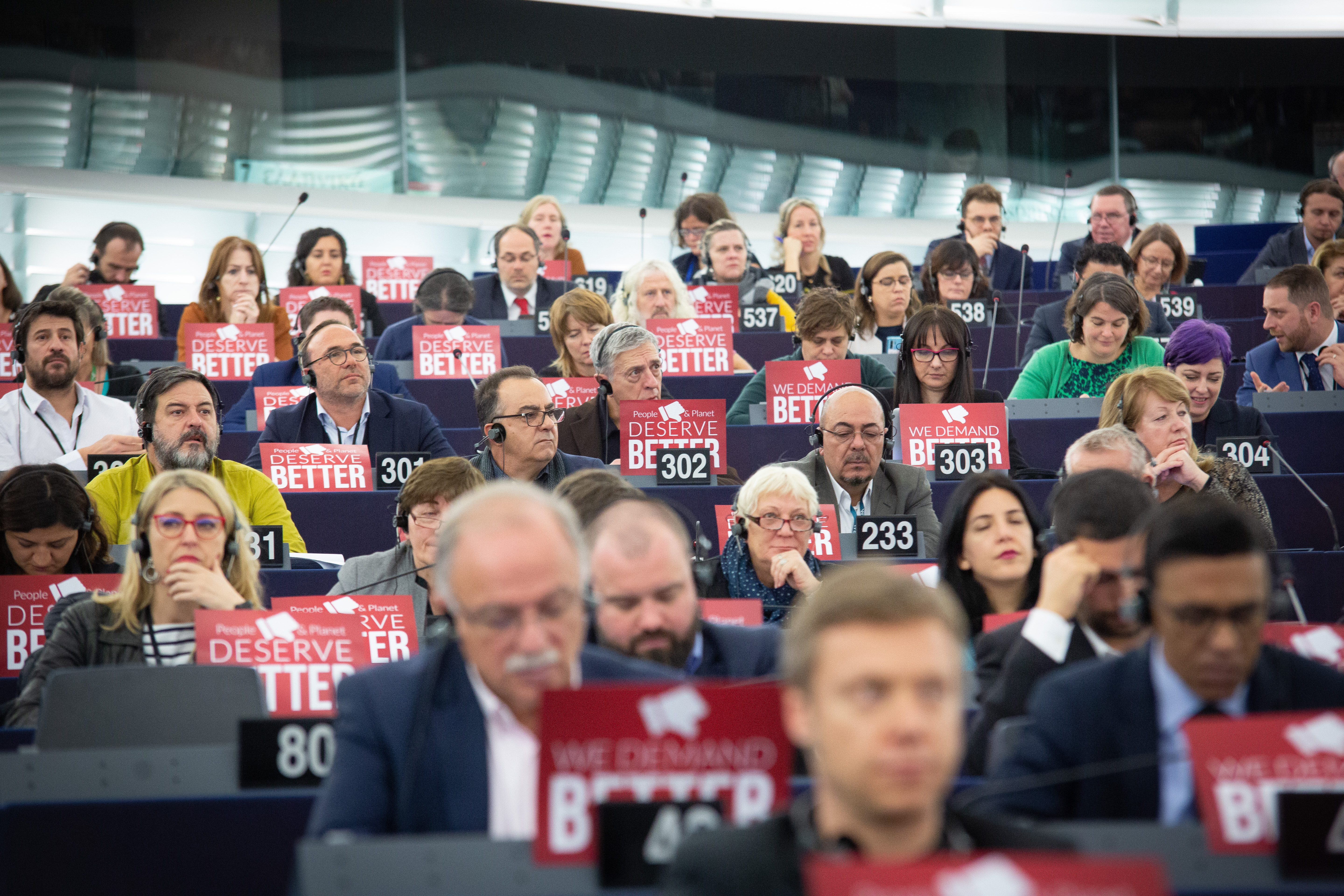
Eurodeputati GUE/NGL alla plenaria del Parlamento europeo di novembre 2019.

Il gruppo si presenta alle elezioni europee del 2014 con Alexis Tsipras (SYRIZA) come suo Spitzenkandidat, ottenendo 52 seggi, il numero massimo nella sua storia, con un aumento di 17 seggi rispetto alla legislatura precedente. Le elezioni vedono il successo della sinistra spagnola rappresentata da Izquierda Unida, Podemos e Euskal Herria Bildu con 11 seggi e la riconferma dei tedeschi della Linke. In Grecia SYRIZA è il partito vincitore delle elezioni. Dopo cinque anni di assenza, tornano a sedere nel gruppo i rappresentanti della sinistra italiana, grazie al 4% ottenuto dalla lista L'Altra Europa con Tsipras, per poi rimanere di nuovo fuori nel 2019 quando, alle elezioni europee di quell'anno, la lista "La Sinistra" con 1,74% non ottiene alcun seggio.
La Sinistra Unitaria Europea presentò come Spitzenkandidaten alle elezioni europee del 2019 la deputata slovena Violeta Tomič e il sindacalista belga Nico Cué, che però non furono eletti al Parlamento. In seguito alle elezioni europee il gruppo era composto da 41 membri, con una diminuzione di 14 seggi rispetto alla legislatura precedente. Dopo lunghe discussioni gli eurodeputati hanno eletto alla co-presidenza del gruppo la francese Manon Aubry (La France Insoumise) e il tedesco Martin Schirdewan (Die Linke).

## Ideologia
Nonostante le posizioni eterogenee dei partiti lo costituiscono, il gruppo GUE/NGL in toto viene considerato come una forza moderatamente euroscettica, nel senso di ostile alla configurazione funzionalista dell’Unione. Secondo la dichiarazione costitutiva del 1994 il gruppo si oppone alla struttura politica attuale della UE, ma è a favore dell'integrazione europea. La dichiarazione stabilisce tre obiettivi per la costruzione di un'Unione europea differente: modifica totale delle istituzioni UE per renderle completamente democratiche, interruzione delle politiche monetarie neoliberali e perseguimento di una politica di co-sviluppo ed equa cooperazione. Il gruppo è avverso alla NATO e al Trattato di Maastricht, e favorevole all'OSCE.

## Presidenti
| Presidente        | Presidente | Inizio | Fine | Paese (Circoscrizione)  | Partito   | Partito                    |
| ----------------- | ---------- | ------ | ---- | ----------------------- | --------- | -------------------------- |
| Alonso Puerta     |            | 1995   | 1999 | Spagna                  |           | Sinistra Unita             |
| Francis Wurtz     |            | 1999   | 2009 | Francia (Île-de-France) |           | Partito Comunista Francese |
| Lothar Bisky      |            | 2009   | 2012 | Germania                |           | Die Linke                  |
| Gabi Zimmer       |            | 2012   | 2019 | Germania                |           | Die Linke                  |
| Manon Aubry       |            | 2019   | -    | Francia                 |           | La France insoumise        |
| Martin Schirdewan | Germania   | 2019   | -    |                         | Die Linke |                            |

## Composizione

### X legislatura (2024-)
| Stato          | Partito Nazionale                                                                                                  | Partito europeo | Partito europeo                                    | Europarlamentari |
| -------------- | --- | --------------- | -------------------------------------------------- | ---------------- |
| Belgio         | Partito del Lavoro del Belgio Parti du Travail de Belgique-Partij van de Arbeid van België (PTB-PVdA)              |                 | Nessuno                                            | 2 / 22           |
| Cipro          | Partito Progressista dei Lavoratori Ανορθωτικό Κόμμα Εργαζόμενου Λαού (AKEΛ)                                       |                 | Partito della Sinistra Europea (osservatore)       | 1 / 6            |
| Danimarca      | Lista dell'Unità - I Rosso-Verdi Enhedslisten – De Rød-Grønne (Ø)                                                  |                 | European Left Alliance (OIP/ASVN)                  | 1 / 15           |
| Finlandia      | Alleanza di Sinistra Vasemmistoliitto (VAS)                                                                        |                 | European Left Alliance (OIP/ASVN)                  | 3 / 15           |
| Francia        | La Francia Indomita La France Insoumise (LFI)                                                                      |                 | European Left Alliance (OIP)                       | 9 / 81           |
| Germania       | La Sinistra Die Linke (LINKE)                                                                                      |                 | Partito della Sinistra Europea (OIP)               | 3 / 96           |
| Germania       | Partito per l'Umanità, l'Ambiente e la Protezione degli Animali Partei Mensch Umwelt Tierschutz (Tierschutzpartei) |                 | Animal Politics EU                                 | 1 / 96           |
| Grecia         | Coalizione della Sinistra Radicale Συνασπισμός Ριζοσπαστικής Αριστεράς (ΣΥ.ΡΙ.ΖΑ (SYRIZA))                         |                 | Partito della Sinistra Europea                     | 4 / 21           |
| Irlanda        | Sinn Féin (SF) |                 | Nessuno                                            | 2 / 14           |
| Irlanda        | Luke Ming Flanagan                                                                                                 | Indipendente    | Indipendente                                       | 1 / 14           |
| Italia         | Movimento 5 Stelle (M5S)                                                                                           |                 | Nessuno                                            | 8 / 76           |
| Italia         | Sinistra Italiana (SI)                                                                                             |                 | Partito della Sinistra Europea (osservatore) (OIP) | 2 / 76           |
| Spagna         | Podemos (PODEMOS)                                                                                                  |                 | European Left Alliance (OIP)                       | 2 / 61           |
| Spagna         | Sumar (Sumar) |                 | Nessuno                                            | 1 / 61           |
| Spagna         | Euskal Herria Bildu EH Bildu (EH Bildu)                                                                            |                 | Partito della Sinistra Europea (osservatore)       | 1 / 61           |
| Paesi Bassi    | Partito per gli Animali Partij voor de Dieren (PVDD)                                                               |                 | Animal Politics EU                                 | 1 / 31           |
| Portogallo     | Blocco di Sinistra Bloco de Esquerda (BE)                                                                          |                 | European Left Alliance (OIP)                       | 1 / 21           |
| Portogallo     | Partito Comunista Portoghese Partido Comunista Português (PCP)                                                     |                 | Nessuno                                            | 1 / 21           |
| Svezia         | Partito della Sinistra Vänsterpartiet (V)                                                                          |                 | European Left Alliance (OIP/ASVN)                  | 2 / 21           |
| Unione europea | Totale | Totale          | Totale                                             | 46 / 720         |

### IX legislatura (2019-2024)
| Partito                               | Nome locale                                                  | Sigla              | Stato       | Europartito      | MPE      | Precedente |
| ------------------------------------- | ------------------------------------------------------------ | ------------------ | ----------- | ---------------- | -------- | ---------- |
| Partito del Lavoro del Belgio         | Parti du Travail de Belgique-Partij van de Arbeid van België | PTB-PVdA           | Belgio      | N.D.             | 1 / 21   | N.D.       |
| Partito Progressista dei Lavoratori   | Ανορθωτικό Κόμμα Εργαζόμενου Λαού                            | AKEΛ               | Cipro       | SE (osservatore) | 2 / 6    | SUE-SVN    |
| Lista dell'Unità - I Rosso-Verdi      | Enhedslisten – De Rød-Grønne                                 | Ø                  | Danimarca   | SE/OIP/ASVN      | 1 / 14   | SUE-SVN    |
| Alleanza di Sinistra                  | Vasemmistoliitto                                             | VAS                | Finlandia   | SE/OIP/ASVN      | 1 / 14   | SUE-SVN    |
| La Francia Indomita                   | La France Insoumise                                          | LFI                | Francia     | OIP              | 6 / 79   | N.D.       |
| La Sinistra                           | Die Linke                                                    | LINKE              | Germania    | SE               | 5 / 96   | SUE-SVN    |
| Coalizione della Sinistra Radicale    | Συνασπισμός Ριζοσπαστικής Αριστεράς                          | ΣΥ.ΡΙ.ΖΑ (SYRIZA)  | Grecia      | SE               | 3 / 21   | SUE-SVN    |
| Nuova Sinistra                        | Νέα Αριστερά                                                 |                    | Grecia      |                  | 2 / 21   |            |
| Indipendenti per il Cambiamento       | Independents 4 Change                                        | I4C                | Irlanda     | N.D.             | 2 / 13   | N.D.       |
| Sinn Féin                             | Sinn Féin                                                    | SF                 | Irlanda     | N.D.             | 1 / 13   | SUE-SVN    |
| Indipendente                          | Luke Ming Flanagan                                           | Luke Ming Flanagan | Irlanda     | N.D.             | 1 / 13   | N.D.       |
| Possiamo                              | Podemos                                                      | PODEMOS            | Spagna      | OIP              | 3 / 59   | SUE-SVN    |
| Sinistra Unita                        | Izquierda Unida                                              | IU                 | Spagna      | SE               | 2 / 59   | SUE-SVN    |
| Partito per gli Animali               | Partij voor de Dieren                                        | PVDD               | Paesi Bassi | APEU             | 1 / 29   | SUE-SVN    |
| Blocco di Sinistra                    | Bloco de Esquerda                                            | BE                 | Portogallo  | SE/OIP           | 2 / 21   | SUE-SVN    |
| Partito Comunista Portoghese          | Partido Comunista Português                                  | PCP                | Portogallo  | N.D.             | 2 / 21   | SUE-SVN    |
| Partito Comunista di Boemia e Moravia | Komunistická strana Čech a Moravy                            | KSČM               | Rep. Ceca   | SE (osservatore) | 1 / 21   | SUE-SVN    |
| Partito della Sinistra                | Vänsterpartiet                                               | V                  | Svezia      | ASVN/OIP         | 1 / 21   | SUE-SVN    |
|                                       |                                                              |                    |             |                  | 38 / 705 |            |

 L'eurodeputata nordirlandese Martina Anderson terminò il suo mandato il 31 gennaio 2020 in seguito alla Brexit, riducendo i seggi del Sinn Féin da 2 a 1 (per la Repubblica d'Irlanda).
 Nel gennaio 2020 l'eurodeputato del Partito per la Protezione degli Animali Martin Buschmann abbandonò il partito ma non si dimise, si distaccò dal gruppo per unirsi ai Non iscritti da indipendente. Il partito animalista tedesco non è pertanto più rappresentato al Parlamento europeo.
| Europartito                           | Sigla                       | MPE |
| ------------------------------------- | --------------------------- | --- |
| Partito della Sinistra Europea        | SE                          | 17  |
| Ora il Popolo                         | OIP                         | 14  |
| Alleanza della Sinistra Verde Nordica | ASVN                        | 2   |
| Animal Politics EU                    | APEU                        | 1   |
| Non iscritti e indipendenti           | Non iscritti e indipendenti | 11  |

### VIII legislatura (2014-2019)
Il gruppo è presieduto ancora da Gabriele Zimmer, esponente della Linke.
| Partito                                 | Nome locale                         | Sigla              | Stato                 | Europartito      | MPE | Precedente |
| --------------------------------------- | ----------------------------------- | ------------------ | --------------------- | ---------------- | --- | ---------- |
| Sinistra Plurale                        | Izquierda Plural                    | IP                 | Spagna                | SE               | 5   | SUE-SVN    |
| Podemos                                 | Podemos                             | PODEMOS            | Spagna                | N.D.             | 5   | N.D.       |
| Paesi Baschi Uniti                      | Euskal Herria Bildu                 | EH BILDU           | Spagna                | N.D.             | 1   | N.D.       |
| La Sinistra                             | Die Linke                           | LINKE              | Germania              | SE               | 7   | SUE-SVN    |
| Partito per la Protezione degli Animali | Die Tierschutzpartei                | TIERSCHUTZPARTEI   | Germania              | EA7              | 1   | N.D.       |
| Coalizione della Sinistra Radicale      | Συνασπισμός Ριζοσπαστικής Αριστεράς | ΣΥ.ΡΙ.ΖΑ (SYRIZA)  | Grecia                | SE               | 6   | SUE-SVN    |
| Sinn Féin                               | Sinn Féin                           | SF                 | Irlanda e Regno Unito | N.D.             | 4   | SUE-SVN    |
| Fronte di Sinistra                      | Front de Gauche                     | FG                 | Francia               | SE               | 4   | SUE-SVN    |
| Partito Comunista Portoghese            | Partido Comunista Português         | PCP                | Portogallo            | N.D.             | 3   | SUE-SVN    |
| Blocco di Sinistra                      | Bloco de Esquerda                   | BE                 | Portogallo            | SE               | 1   | SUE-SVN    |
| Partito Comunista di Boemia e Moravia   | Komunistická strana Čech a Moravy   | KSČM               | Rep. Ceca             | SE (osservatore) | 3   | SUE-SVN    |
| L'Altra Europa con Tsipras              | L'Altra Europa con Tsipras          | AET                | Italia                | N.D.             | 2   | N.D.       |
| Partito Socialista                      | Socialistische Partij               | SP                 | Paesi Bassi           | N.D.             | 2   | SUE-SVN    |
| Partito per gli Animali                 | Partij voor de Dieren               | PVDD               | Paesi Bassi           | EA7              | 1   | N.D.       |
| Partito Progressista dei Lavoratori     | Ανορθωτικό Κόμμα Εργαζόμενου Λαού   | AKEΛ               | Cipro                 | SE (osservatore) | 2   | SUE-SVN    |
| Alleanza di Sinistra                    | Vasemmistoliitto                    | VAS                | Finlandia             | ASVN             | 1   | SUE-SVN    |
| Movimento Popolare contro l'UE          | Folkebevægelsen mod EU              | N                  | Danimarca             | N.D.             | 1   | SUE-SVN    |
| Partito della Sinistra                  | Vänsterpartiet                      | V                  | Svezia                | ASVN             | 1   | SUE-SVN    |
| Indipendente                            | Luke Ming Flanagan                  | Luke Ming Flanagan | Irlanda               | N.D.             | 1   | N.D.       |
| Indipendente                            | Barbara Spinelli                    | Barbara Spinelli   | Italia                | N.D.             | 1   | N.D.       |

| Europartito                           | Sigla                       | MPE |
| ------------------------------------- | --------------------------- | --- |
| Partito della Sinistra Europea        | SE                          | 23  |
| Alleanza della Sinistra Verde Nordica | ASVN                        | 2   |
| Euro Animal 7                         | EA7                         | 2   |
| Non iscritti e indipendenti           | Non iscritti e indipendenti | 25  |

### VII legislatura (2009-2014)
Il gruppo è presieduto prima da Lothar Bisky e poi da Gabriele Zimmer, esponenti della Linke.
| Partito                               | Nome locale                         | Sigla                  | Stato       | Europartito      | MPE | Precedente |
| ------------------------------------- | ----------------------------------- | ---------------------- | ----------- | ---------------- | --- | ---------- |
| La Sinistra                           | Die Linke                           | LINKE                  | Germania    | SE               | 8   | SUE-SVN    |
| Fronte di Sinistra                    | Front de Gauche                     | FG                     | Francia     | SE               | 4   | N.D.       |
| Partito Comunista di Riunione         | Parti communiste réunionnais        | PCR                    | Francia     | N.D.             | 1   | N.D.       |
| Partito Comunista di Boemia e Moravia | Komunistická strana Čech a Moravy   | KSČM                   | Rep. Ceca   | SE (osservatore) | 4   | SUE-SVN    |
| Blocco di Sinistra                    | Bloco de Esquerda                   | BE                     | Portogallo  | SE               | 2   | SUE-SVN    |
| Partito Comunista Portoghese          | Partido Comunista Português         | PCP                    | Portogallo  | N.D.             | 2   | SUE-SVN    |
| Partito Progressista dei Lavoratori   | Ανορθωτικό Κόμμα Εργαζόμενου Λαού   | AKEΛ                   | Cipro       | SE (osservatore) | 2   | SUE-SVN    |
| Coalizione della Sinistra Radicale    | Συνασπισμός Ριζοσπαστικής Αριστεράς | ΣΥ.ΡΙ.ΖΑ               | Grecia      | SE               | 1   | N.D.       |
| Partito Comunista di Grecia           | Κομμουνιστικό Κομμα Ελλάδας         | KKE                    | Grecia      | N.D.             | 1   | SUE-SVN    |
| Partito Socialista                    | Socialistische Partij               | SP                     | Paesi Bassi | N.D.             | 1   | SUE-SVN    |
| Partito Socialista                    | Socialist Party                     | SP                     | Irlanda     | N.D.             | 1   | SUE-SVN    |
| Noi stessi                            | Sinn Féin                           | SF                     | Regno Unito | N.D.             | 1   | SUE-SVN    |
| Sinistra Unita                        | Izquierda Unida                     | IU                     | Spagna      | SE               | 1   | N.D.       |
| Partito della Sinistra                | Vänsterpartiet                      | V                      | Svezia      | ASVN             | 1   | SUE-SVN    |
| Movimento Popolare contro l'UE        | Folkebevægelsen mod EU              | N                      | Danimarca   | N.D.             | 1   | SUE-SVN    |
| Centro dell'Armonia                   | Saskaņas Centrs                     | SC                     | Lettonia    | N.D.             | 1   | N.D.       |
| Laburisti Croati - Partito del Lavoro | Hrvatski laburisti - Stranka rada   | HLSR                   | Croazia     | N.D.             | 1   | N.D.       |
| Indipendente                          | Kartika Tamara Liotard              | Kartika Tamara Liotard | Paesi Bassi | N.D.             | 1   | N.D.       |

| Europartito                           | Sigla                       | MPE |
| ------------------------------------- | --------------------------- | --- |
| Partito della Sinistra Europea        | SE                          | 16  |
| Alleanza della Sinistra Verde Nordica | ASVN                        | 1   |
| Non iscritti e indipendenti           | Non iscritti e indipendenti | 17  |

### VI Legislatura (2004-2009)
Il gruppo è presieduto dal francese Francis Wurtz, esponente del Partito Comunista Francese.
| Partito                                                  | Nome locale                                                 | Sigla     | Stato       | Europartito      | MPE | Precedente |
| -------------------------------------------------------- | ----------------------------------------------------------- | --------- | ----------- | ---------------- | --- | ---------- |
| Partito della Sinistra/La Sinistra                       | Die Linkspartei.PDS/Die Linke                               | PDS/LINKE | Germania    | SE               | 7   | SUE-SVN    |
| Partito della Rifondazione Comunista                     | Partito della Rifondazione Comunista                        | PRC       | Italia      | SE               | 3   | SUE-SVN    |
| Movimento per la Sinistra                                | Movimento per la Sinistra                                   | MPS       | Italia      | SE               | 2   | N.D.       |
| Partito dei Comunisti Italiani                           | Partito dei Comunisti Italiani                              | PDCI      | Italia      | SE (osservatore) | 1   | SUE-SVN    |
| Unire la Sinistra                                        | Associazione Nazionale "Unire la Sinistra"                  | ULS       | Italia      | N.D.             | 1   | N.D.       |
| Partito Comunista di Boemia e Moravia                    | Komunistická strana Čech a Moravy                           | KSČM      | Rep. Ceca   | SE (osservatore) | 6   | SUE-SVN    |
| Partito Comunista di Grecia                              | Κομμουνιστικό Κομμα Ελλάδας                                 | KKE       | Grecia      | N.D.             | 3   | SUE-SVN    |
| Coalizione della Sinistra, dei Movimenti e dell'Ecologia | Συνασπισμός της Αριστεράς, των Κινημάτων και της Οικολογίας | ΣYΝ       | Grecia      | SE               | 1   | SUE-SVN    |
| Partito Comunista Portoghese                             | Partido Comunista Português                                 | PCP       | Portogallo  | N.D.             | 2   | SUE-SVN    |
| Blocco di Sinistra                                       | Bloco de Esquerda                                           | BE        | Portogallo  | SE               | 1   | SUE-SVN    |
| Partito Comunista Francese                               | Parti communiste français                                   | PCF       | Francia     | SE               | 2   | SUE-SVN    |
| Partito Progressista dei Lavoratori                      | Ανορθωτικό Κόμμα Εργαζόμενου Λαού                           | AKEΛ      | Cipro       | SE (osservatore) | 2   | N.D.       |
| Partito Socialista                                       | Socialistische Partij                                       | SP        | Paesi Bassi | N.D.             | 2   | SUE-SVN    |
| Partito della Sinistra                                   | Vänsterpartiet                                              | V         | Svezia      | ASVN             | 2   | SUE-SVN    |
| Partito Socialista                                       | Socialist Party                                             | SP        | Irlanda     | N.D.             | 1   | N.D.       |
| Noi stessi                                               | Sinn Féin                                                   | SF        | Regno Unito | N.D.             | 1   | N.D.       |
| Partito Comunista di Spagna                              | Partido Comunista de España                                 | PCE       | Spagna      | SE               | 1   | N.D.       |
| Lista dell'Unità - I Rosso-Verdi                         | Enhedslisten - De Rød-Grønne                                | EL        | Danimarca   | SE (osservatore) | 1   | N.D.       |
| Alleanza di Sinistra                                     | Vasemmistoliitto                                            | VAS       | Finlandia   | ASVN             | 1   | SUE-SVN    |

| Europartito                           | Sigla        | MPE |
| ------------------------------------- | ------------ | --- |
| Partito della Sinistra Europea        | SE           | 17  |
| Alleanza della Sinistra Verde Nordica | ASVN         | 2   |
| Non iscritti                          | Non iscritti | 20  |

### V Legislatura (1999-2004)
Il gruppo è presieduto ancora da Alonso José Puerta di Izquierda Unida.
| Partito                                                  | Nome locale                                                 | Sigla  | Stato       | Europartito      | MPE | Precedente |
| -------------------------------------------------------- | ----------------------------------------------------------- | ------ | ----------- | ---------------- | --- | ---------- |
| Partito Comunista Francese                               | Parti communiste français                                   | PCF    | Francia     | SE               | 6   | SUE        |
| Lotta Operaia-Lega Comunista Rivoluzionaria              | Lutte ouvrière-Ligue communiste révolutionnaire             | LO-LCR | Francia     | N.D.             | 5   | N.D.       |
| Partito Comunista di Grecia                              | Κομμουνιστικό Κομμα Ελλάδας                                 | KKE    | Grecia      | N.D.             | 3   | SUE        |
| Coalizione della Sinistra, dei Movimenti e dell'Ecologia | Συνασπισμός της Αριστεράς, των Κινημάτων και της Οικολογίας | ΣΥΝ    | Grecia      | SE               | 2   | SUE        |
| Movimento Sociale Democratico                            | Δημοκρατικό Κοινωνικό Κίνημα                                | ΔΗΚΚΙ  | Grecia      | N.D.             | 2   | N.D.       |
| Partito del Socialismo Democratico                       | Partei des Demokratischen Sozialismus                       | PDS    | Germania    | SE               | 6   | SUE        |
| Partito della Rifondazione Comunista                     | Partito della Rifondazione Comunista                        | PRC    | Italia      | SE               | 4   | SUE        |
| Partito dei Comunisti Italiani                           | Partito dei Comunisti Italiani                              | PDCI   | Italia      | SE (osservatore) | 1   | N.D.       |
| Sinistra Unita                                           | Izquierda Unida                                             | IU     | Spagna      | SE               | 4   | SUE        |
| Partito della Sinistra                                   | Vänsterpartiet                                              | V      | Svezia      | ASVN             | 3   | N.D.       |
| Coalizione Democratica Unitaria                          | Coligação Democrática Unitária                              | CDU    | Portogallo  | N.D.             | 2   | SUE        |
| Partito Socialista                                       | Socialistische Partij                                       | SP     | Paesi Bassi | N.D.             | 1   | N.D.       |
| Movimento Popolare contro l'UE                           | Folkebevægelsen mod EU                                      | N      | Danimarca   | N.D.             | 1   | SUE        |
| Alleanza di Sinistra                                     | Vasemmistoliitto                                            | VAS    | Finlandia   | ASVN             | 1   | N.D.       |

| Europartito                           | Sigla        | MPE |
| ------------------------------------- | ------------ | --- |
| Partito della Sinistra Europea        | SE           | 22  |
| Alleanza della Sinistra Verde Nordica | ASVN         | 4   |
| Non iscritti                          | Non iscritti | 15  |

### IV Legislatura (1994-1999)
Il gruppo è presieduto da Alonso José Puerta, membro di Izquierda Unida.
| Partito                                                  | Nome locale                                                 | Sigla | Stato      | Europartito | MPE | Precedente |
| -------------------------------------------------------- | ----------------------------------------------------------- | ----- | ---------- | ----------- | --- | ---------- |
| Sinistra Unita                                           | Izquierda Unida                                             | IU    | Spagna     | N.D.        | 9   | N.D.       |
| Partito Comunista Francese                               | Parti communiste français                                   | PCF   | Francia    | N.D.        | 7   | N.D.       |
| Partito della Rifondazione Comunista                     | Partito della Rifondazione Comunista                        | PRC   | Italia     | N.D.        | 5   | N.D.       |
| Partito Comunista di Grecia                              | Κομμουνιστικό Κομμα Ελλάδας                                 | KKE   | Grecia     | N.D.        | 2   | N.D.       |
| Coalizione della Sinistra, dei Movimenti e dell'Ecologia | Συνασπισμός της Αριστεράς, των Κινημάτων και της Οικολογίας | ΣΥΝ   | Grecia     | N.D.        | 2   | N.D.       |
| Coalizione Democratica Unitaria                          | Coligação Democrática Unitária                              | CDU   | Portogallo | N.D.        | 3   | N.D.       |

| Europartito  | Sigla        | MPE |
| ------------ | ------------ | --- |
| Non iscritti | Non iscritti | 28  |

## Esponenti del gruppo della Sinistra al Parlamento europeo

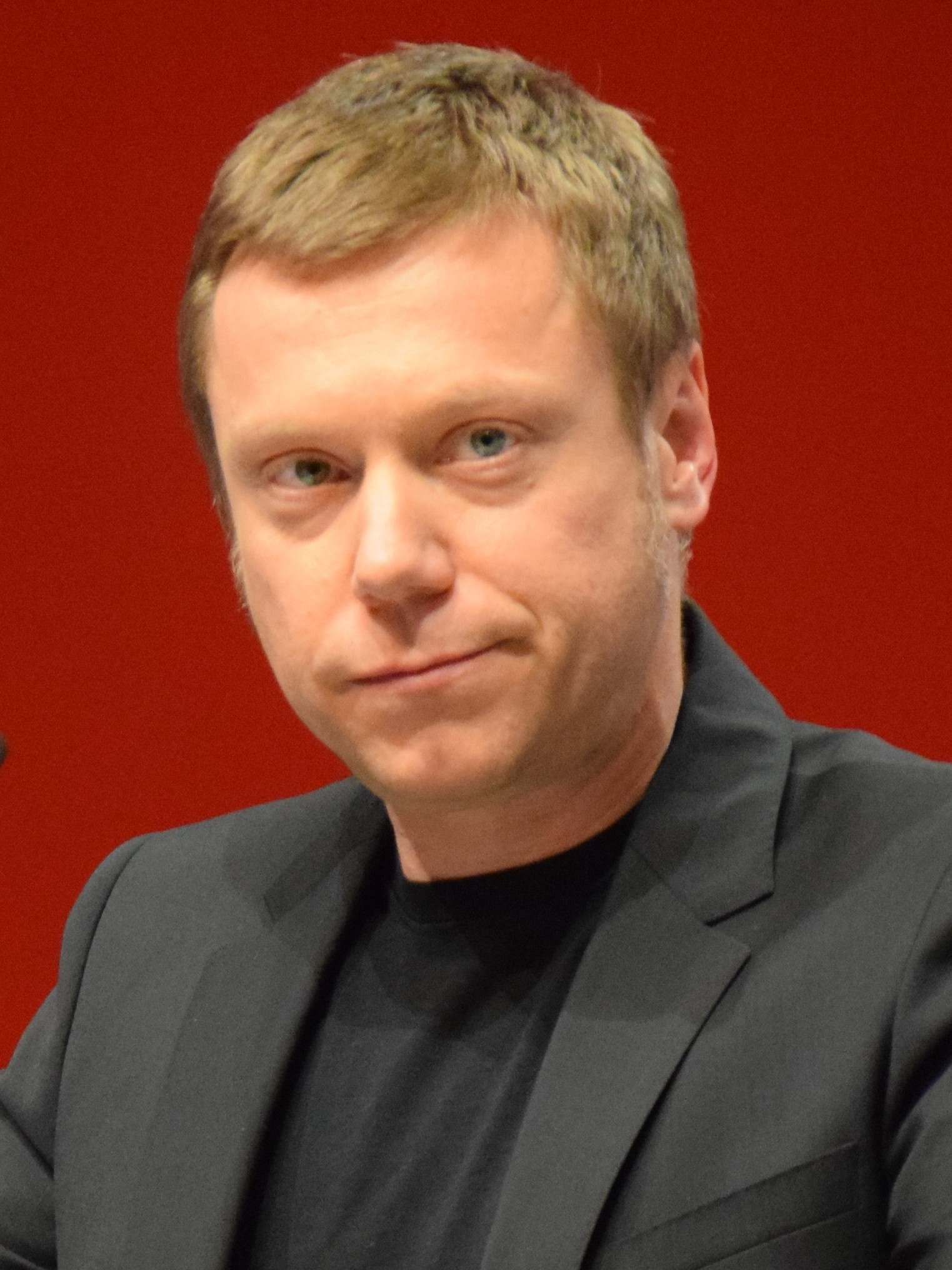
Martin Schirdewan (Co-presidente de la Sinistra)
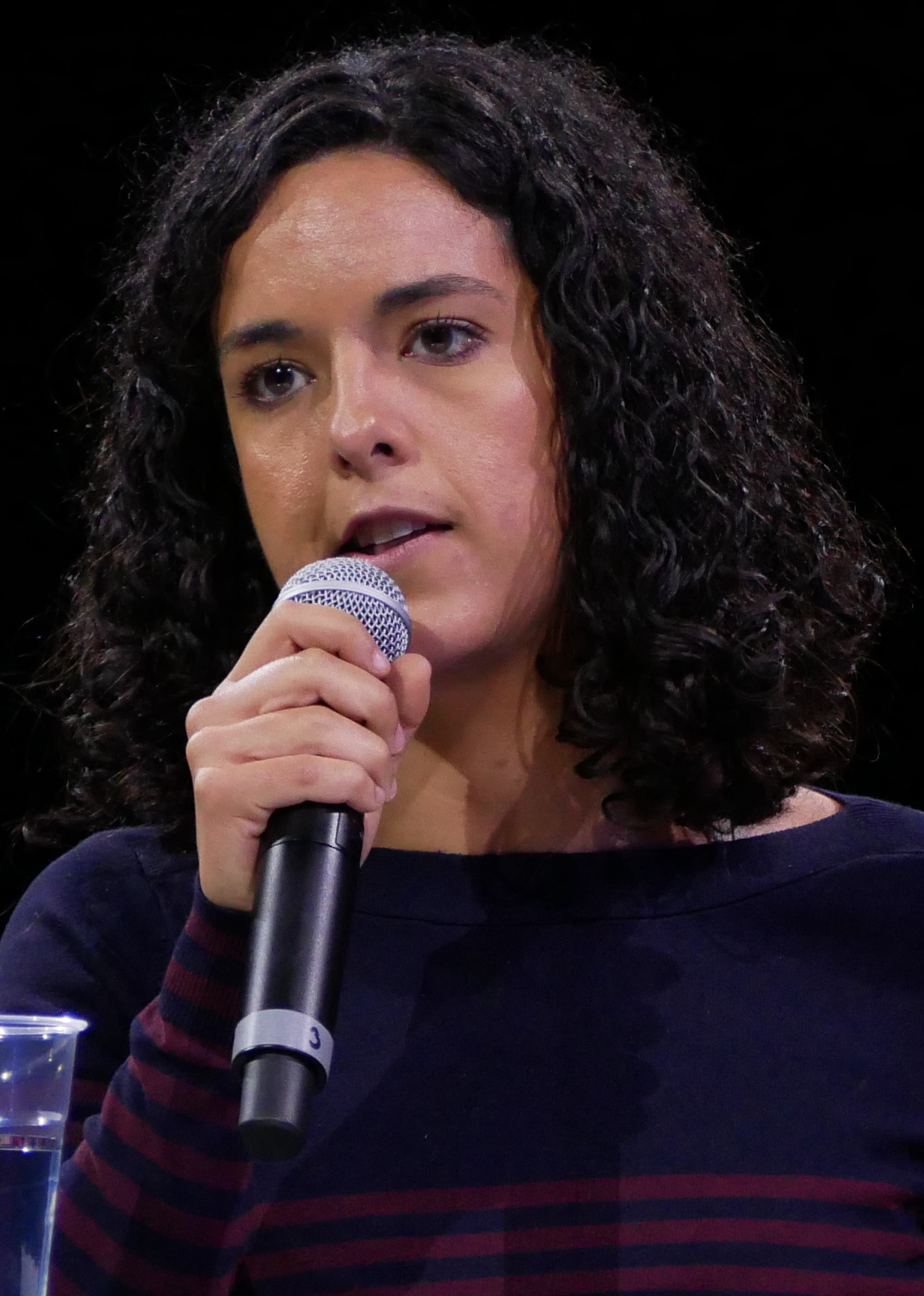
Manon Aubry (Co-presidente de la Sinistra)
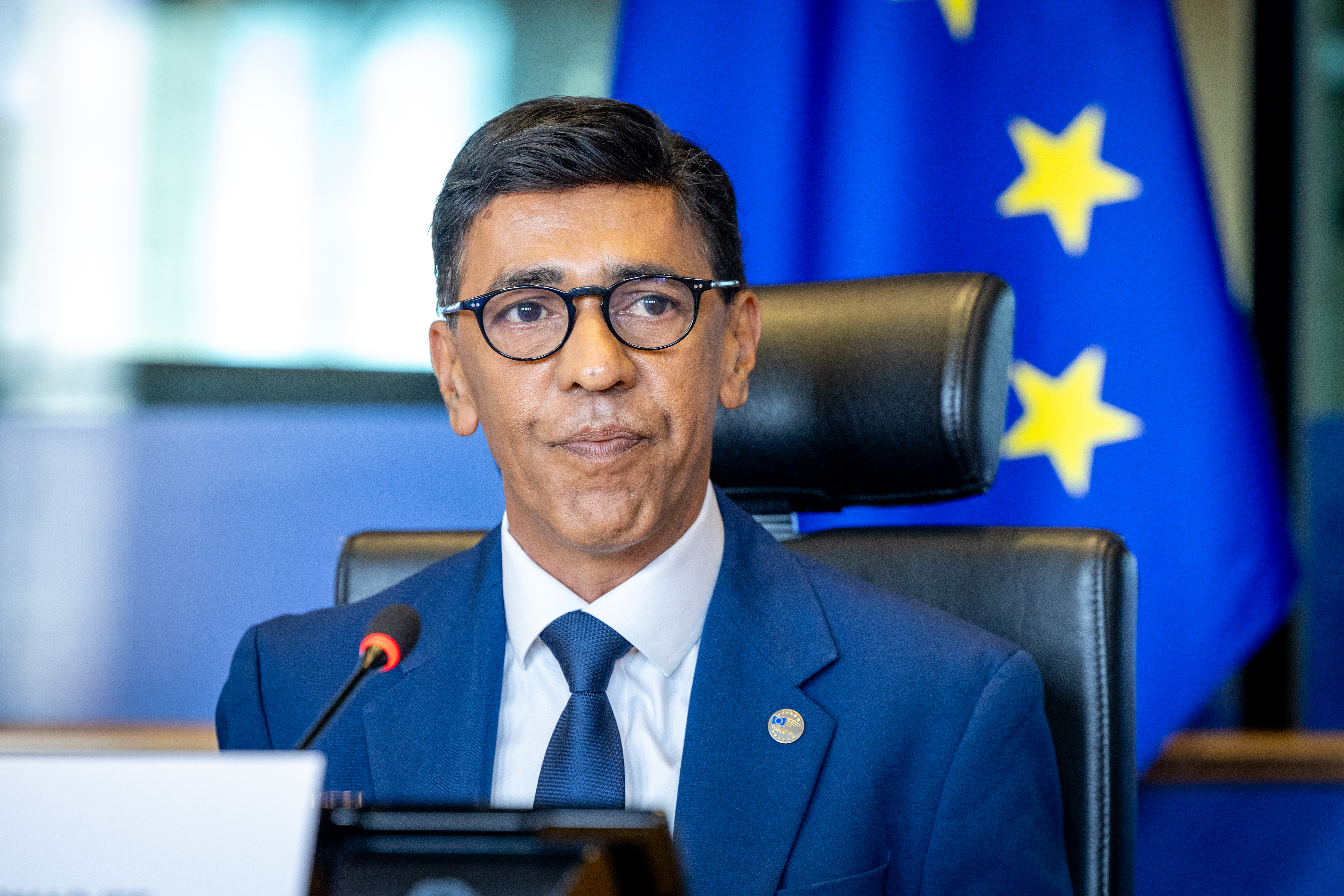
Younous Omarjee (Vicepresidente del Parlamento europeo)